# Bước nhảy hoàn vũ (mùa 6)
Bước nhảy hoàn vũ 2015 là mùa thi thứ sáu của loạt chương trình Bước nhảy hoàn vũ do Đài Truyền hình Việt Nam và công ty Cát Tiên Sa phối hợp sản xuất dựa trên bản nhượng quyền của loạt chương trình truyền hình thực tế do BBC Worldwide sở hữu thương hiệu. Liveshow đầu tiên của chương trình sẽ ra mắt trên sóng VTV3 từ ngày 3 tháng 1 năm 2015 với sự tham gia của 8 nhân vật nổi tiếng trong giới truyền thông và do vậy số lượng đêm thi cũng tăng thêm hai so với năm trước. Các vị giám khảo từ mùa thi trước sẽ tái ngộ khán giả. Theo website của VTV,.. Thanh Bạch tái ngộ khán giả cùng với MC Mỹ Linh sau khi người tiền nhiệm Thanh Vân đang mang bầu.
Những người nổi tiếng tham gia vào mùa thi 2015 bao gồm: Diệp Lâm Anh, Sử Duy Vương, Dumbo, Chi Pu, Hương Giang Idol, Angela Phương Trinh, Vương Khang và Ninh Dương Lan Ngọc. Ngồi trên hàng ghế giám khảo là Khánh Thi, Trần Ly Ly, Hồng Việt và Trác Thúy Miêu.
Đội ngũ vũ sư bao gồm: Kristian, Daniel, Georgi, Anna Nikolaeva Sidova, Georgi Anev, Kristina, Antoanetta, Zhivko

## Scores
| Couple                         | Place | 1    | 2    | 3    | 4    | 5    | 6    | 7    | 8    | 9    | 10   | 11           |  |
| ------------------------------ | ----- | ---- | ---- | ---- | ---- | ---- | ---- | ---- | ---- | ---- | ---- | ------------ |  |
| Lan Ngọc & Daniel              | 1     | 34   | 37,5 | 37   | 39   | 38   | 38,5 | 38   | 36,5 | 40   | 39,5 | 40+40=80     |  |
| Angela Phương Trinh & Kristian | 2     | 35,5 | 36   | 39   | 37,5 | 38   | 37,5 | 37,5 | 39   | 38,5 | 39   | 40+40=80     |  |
| Chi Pu & Georgi                | 3     | 35   | 36,5 | 34,5 | 35,5 | 37   | 36,5 | 39   | 36   | 39   | 38,5 | 38,5+40=78,5 |  |
| Diệp Lâm Anh & Zhizko          | 4     | 37,5 | 35,5 | 35,5 | 36   | 37,5 | 37,5 | 38,5 | 38,5 | 37,5 | 39,5 | 38+39,5=77,5 |  |
| Hương Giang & JovGanev         | 5     | 33   | 34,5 | 37   | 38   | 37   | 38,5 | 37   | 38,5 | 37   | 38   |              |  |
| Vương Khang & Anna             | 6     | 34,5 | 34,5 | 38   | 36   | 36,5 | 37   | 40   | 36,5 |      |      |              |  |
| Dumbo & Kristina               | 7     | 36   | 35,5 | 35,5 | 35,5 | 37   | 36,5 |      |      |      |      |              |  |
| Sử Duy Vương & Atoeneta        | 8     | 34,5 | 34,5 | 36   | 34,5 |      |      |      |      |      |      |              |  |

## Giải thưởng
Bước nhảy hoàn vũ không chỉ là sân chơi để các thí sinh thử thách mình với bộ môn Khiêu vũ thể thao và phát hiện khả năng tiềm ẩn của bản thân mà còn mang đến cho các thí sinh chiến thắng những giải thưởng giá trị.

### Giải thưởng chính
Tổng giá trị giải thưởng của Bước Nhảy Hoàn Vũ 2015 lên đến 1.500.000.000 VNĐ
- Giải vàng: 250.000.000 VND và 1 smartphone Lumia 930 phiên bản giới hạn màu vàng do Nhà Tài Trợ Microsoft Mobile trao tặng.
- Giải bạc: 180.000.000 VND
- Giải đồng: 150.000.000 VND
- Thí sinh bị loại đầu tiên được nhận 80.000.000 VND.
- Thí sinh bị loại tại vòng thứ 2 được nhận 90.000.000 VND.
- Thí sinh bị loại tại vòng thứ 3 được nhận 100.000.000 VND.
- Thí sinh bị loại tại vòng thứ 4 được nhận 110.000.000 VND.
- Thí sinh bị loại tại vòng thứ 5 được nhận 120.000.000 VND.

### Giải thưởng phụ
- Cặp đôi biểu diễn vũ điệu Latin đẹp nhất được nhận 20.000.000 VND
- Cặp đôi biểu diễn vũ điệu Standard đẹp nhất được nhận 20.000.000 VND
- Cặp đôi biểu diễn ăn ý nhất được nhận 20.000.000 VND
- Cặp đôi biểu diễn ấn tượng nhất được nhận 20.000.000 VND

### Giải thưởng thí sinh được yêu thích nhất
-Thí sinh được yêu thích nhất trong tuần nhận được giải thưởng là một chiếc smartphone Lumia 830 phiên bản giới hạn màu vàng.

### Giải thưởng xuất sắc nhất trong đêm biểu diễn
-Thí sinh xuất sắc nhất trong đêm biểu diễn nhận được giải thưởng là một chiếc smartphone Lumia 930 phiên bản giới hạn màu vàng.

## Kết quả
| Khách mời           | Nghề nghiệp | Đồng đội              | SBD | Kết quả                      |
| ------------------- | ----------- | --------------------- | --- | ---------------------------- |
| Sử Duy Vương        | Ca sĩ       | Antoanetta            | 06  | Bị loại (I) đêm 31/01/2015   |
| Dumbo               | Vũ công     | Kristina              | 01  | Bị loại (II) đêm 14/02/2015  |
| Vương Khang         | Ca sĩ       | Anna Nikolaeva Sidova | 08  | Bị loại (III) đêm 07/03/2015 |
| Hương Giang Idol    | Ca sĩ       | George Ganev          | 04  | Bị loại (IV) đêm 28/03/2015  |
| Diệp Lâm Anh        | Người mẫu   | Zhivko                | 05  | Bị loại (V) đêm 11/04/2015   |
| Chi Pu              | Diễn viên   | Georgi Naidenov       | 02  | Cúp đồng đêm 11/04/2015      |
| Angela Phương Trinh | Diễn viên   | Kristian              | 07  | Cúp bạc đêm 11/04/2015       |
| Ninh Dương Lan Ngọc | Diễn viên   | Daniel                | 03  | Cúp vàng đêm 11/04/2015      |

## Vũ điệu cao điểm và thấp điểm nhất
Dưới đây liệt tên các cặp thí sinh có vũ điệu hay nhất và tệ nhất theo số điểm của ban giám khảo:
| Điệu                                                | Cặp đôi                                                             | Cao nhất | Cặp đôi                             | Kém nhất |
| --------------------------------------------------- | ------------------------------------------------------------------- | -------- | ----------------------------------- | -------- |
| Chachacha                                           | Ninh Dương Lan Ngọc & Daniel                                        | 38       | Sử Duy Vương & Antoanetta           | 34,5     |
| Tango                                               | Ninh Dương Lan Ngọc & Daniel                                        | 38       | Vương Khang & Anna Nikolaeva Sidova | 36,5     |
| Jive                                                | Angela Phương Trinh & Kristian                                      | 38       | Hương Giang Idol & Georgi Anev      | 34,5     |
| Rumba                                               | Hương Giang Idol & Georgi Anev                                      | 38       | Hương Giang Idol & Georgi Anev      | 33       |
| Waltz                                               | Vương Khang & Anna Nikolaeva Sidova                                 | 38       | Dumbo & Kristina                    | 35,5     |
| Quickstep                                           | Ninh Dương Lan Ngọc & Daniel                                        | 39       | Dumbo & Kristina                    | 35,5     |
| Samba                                               | Angela Phương Trinh & Kristian, Vương Khang & Anna Nikolaeva Sidova | 36       | Ninh Dương Lan Ngọc & Daniel        | 34       |
| Một số điệu khác(Pasodoble,Freestyle,Jazz Funk,...) | Angela Phương Trinh & Kristian                                      | 39       | Hương Giang Idol & Georgi Anev      | 33       |

## Màn trình diễn cao và thấp điểm nhất
Dưới đây liệt tên các cặp thí sinh có phần trình diễn hay nhất và tệ nhất theo số điểm của ban giám khảo:
| Đêm | xuất sắc nhất                                                 | Điểm số | Kém nhất                                                                                        | Điểm số |
| --- | ------------------------------------------------------------- | ------- | ----------------------------------------------------------------------------------------------- | ------- |
| 1   | Diệp Lâm Anh & Zhivko                                         | 37,5    | Hương Giang Idol & Georgi Ganev                                                                 | 33      |
| 2   | Ninh Dương Lan Ngọc & Daniel                                  | 37,5    | Hương Giang Idol & Georgi Ganev, Sử Duy Vương & Antoanetta, Vương Khang & Anna Nikolaeva Sidova | 34,5    |
| 3   | Angela Phương Trinh & Kristian                                | 39      | Chi Pu & Georgi                                                                                 | 34,5    |
| 4   | Ninh Dương Lan Ngọc & Daniel                                  | 39      | Sử Duy Vương & Antoanetta                                                                       | 34,5    |
| 5   | Ninh Dương Lan Ngọc & Daniel, Angela Phương Trinh & Kristian  | 38      | Vương Khang & Anna Nikolaeva Sidova                                                             | 36,5    |
| 6   | Ninh Dương Lan Ngọc & Daniel, Hương Giang Idol & Georgi Ganev | 38,5    | Dumbo & Kristina, Chi Pu & Georgi                                                               | 36,5    |
| 7   | Vương Khang & Anna Nikolaeva Sidova                           | 40      | Hương Giang Idol & Georgi Ganev                                                                 | 37      |
| 8   | Angela Phương Trinh & Kristian                                | 39      | Chi Pu & Georgi                                                                                 | 36      |
| 9   | Ninh Dương Lan Ngọc & Daniel                                  | 40      | Hương Giang Idol & Georgi Ganev                                                                 | 37      |
| 10  | Ninh Dương Lan Ngọc & Daniel, Diệp Lâm Anh & Zhivko           | 39,5    | Hương Giang Idol & Georgi Ganev                                                                 | 38      |
| 12  | Ninh Dương Lan Ngọc & Daniel, Angela Phương Trinh & Kristian  | 80      | Diệp Lâm Anh & Zhivko                                                                           | 77,5    |

## Màn trình diễn có điểm bình chọn khán giả cao nhất và thấp nhất
| Đêm | Cao nhất                       | Thấp nhất                           |
| --- | ------------------------------ | ----------------------------------- |
| 1   | Chi Pu & Georgi                | Sử Duy Vương & Antoanetta           |
| 2   | Diệp Lâm Anh & Zhivko          | Hương Giang Idol & Georgi Ganev     |
| 3   | Chi Pu & Georgi                | Diệp Lâm Anh & Zhivko               |
| 4   | Angela Phương Trinh & Kristian | Vương Khang & Anna Nikolaeva Sidova |
| 5   | Chi Pu & Georgi                | Không công bố                       |
| 6   | Ninh Dương Lan Ngọc & Daniel   | Diệp Lâm Anh & Zhivko               |
| 7   | Chi Pu & Georgi                | Diệp Lâm Anh & Zhivko               |
| 8   | Ninh Dương Lan Ngọc & Daniel   | Diệp Lâm Anh & Zhivko               |
| 9   | Ninh Dương Lan Ngọc & Daniel   | Hương Giang Idol & Georgi Ganev     |
| 10  | Angela Phương Trinh & Kristian | Diệp Lâm Anh & Zhivko               |
| 12  | Ninh Dương Lan Ngọc & Daniel   | Diệp Lâm Anh & Zhivko               |

## Màn trình diễn có điểm bình chọn khán giả cao nhất tuần
Dưới đây liệt tên các cặp thí sinh có phần điểm bình chọn của khán giả cao nhất tuần:
| Đêm | Cặp đôi                        | Phong cách                    | Âm nhạc                                         |
| --- | ------------------------------ | ----------------------------- | ----------------------------------------------- |
| 1   | Chi Pu & Georgi                | Hiphop - Chachacha            | Bang Bang                                       |
| 2   | Ninh Dương Lan Ngọc & Daniel   | Pasodoble                     | Ruthless Queen                                  |
| 3   | Angela Phương Trinh & Kristian | Rumba - Múa đương đại         | Xanh Bạc Mái Đầu (Nhạc phim Áo lụa Hà Đông)     |
| 4   | Ninh Dương Lan Ngọc & Daniel   | Quickstep                     | Problem                                         |
| 5   | Chi Pu & Georgi                | Waltz - Pasodoble             | Miền Xa Thẳm                                    |
| 6   | Chi Pu & Georgi                | Rumba - Chachacha             | Listen - One Night Only (Nhạc kịch Dream Girls) |
| 7   | Chi Pu & Georgi                | Foxtrot - Múa Đương Đại       | Làng tôi                                        |
| 8   | Angela Phương Trinh & Kristian | Rumba - Múa Đương Đại         | Xin Đừng Bỏ Con Mẹ Ơi                           |
| 9   | Angela Phương Trinh & Kristian | Waltz - Rumba - Múa Đương Đại | Vecharai Rado                                   |
| 10  | Angela Phương Trinh & Kristian | Rumba - Pasodoble             | Trích đoạn cải lương Kim Vân Kiều               |

## Bài hát, Phong cách & Điểm số

### Tuần 1
Ngày phát sóng: 03 tháng 1 năm 2015
Điểm số các thí sinh nhận được từ hội đồng giám khảo được xếp theo thứ tự ngẫu nhiên
Xếp theo thứ tự trình diễn
| STT | SBD | Cặp đôi                             | Phong cách            | Âm nhạc          | Giám khảo | Quy đổi | Bình chọn | Tổng điểm |
| --- | --- | ----------------------------------- | --------------------- | ---------------- | --------- | ------- | --------- | --------- |
| 1   | 02  | Chi Pu & Georgi                     | Hiphop - Chachacha    | Bang Bang        | 35        | 5       | 8         | 13        |
| 2   | 03  | Ninh Dương Lan Ngọc & Daniel        | Freestyle - Samba     | I Got A Boy      | 34        | 2       | 2         | 4         |
| 3   | 08  | Vương Khang & Anna Nikolaeva Sidova | Jazz Funk - Bollywood | Talk Dirty       | 34,5      | 4       | 5         | 9         |
| 4   | 04  | Hương Giang Idol & Georgi Ganev     | Múa đương đại - Rumba | My Immortal      | 33        | 1       | 3         | 4         |
| 5   | 01  | Dumbo & Kristina                    | Hiphop - Waltz        | Work It R4 Remix | 36        | 7       | 7         | 14        |
| 6   | 07  | Angela Phương Trinh & Kristian      | Chachacha             | Dark Horse       | 35,5      | 6       | 6         | 12        |
| 7   | 06  | Sử Duy Vương & Antoanetta           | Pasodoble             | La La La         | 34,5      | 4       | 1         | 5         |
| 8   | 05  | Diệp Lâm Anh & Zhivko               | Hiphop - Samba        | Fix Conga        | 37,5      | 8       | 4         | 12        |

### Tuần 2
Ngày phát sóng: 10 tháng 1 năm 2015
Điểm số các thí sinh nhận được từ hội đồng giám khảo được xếp theo thứ tự ngẫu nhiên
Xếp theo thứ tự trình diễn
| STT | SBD | Cặp đôi                             | Phong cách               | Âm nhạc                            | Giám khảo | Quy đổi | Bình chọn | Tổng điểm |
| --- | --- | ----------------------------------- | ------------------------ | ---------------------------------- | --------- | ------- | --------- | --------- |
| 1   | 06  | Sử Duy Vương & Antoanetta           | Samba - Cha cha cha      | Bailando                           | 34,5      | 3       | 4         | 7         |
| 2   | 07  | Angela Phương Trinh & Kristian      | Samba - Pasodoble        | Un Amor - Bamboleo                 | 36        | 6       | 5         | 11        |
| 3   | 03  | Ninh Dương Lan Ngọc & Daniel        | Pasodoble                | Ruthless Queen                     | 37,5      | 8       | 7         | 15        |
| 4   | 04  | Hương Giang Idol & Georgi Ganev     | Jive - Tap dance         | New York                           | 34,5      | 3       | 1         | 4         |
| 5   | 08  | Vương Khang & Anna Nikolaeva Sidova | Pasodoble                | I'm The Best                       | 34,5      | 3       | 2         | 5         |
| 6   | 02  | Chi Pu & Georgi                     | Jive                     | Happy - Flip Flop Fly              | 36,5      | 6       | 6         | 12        |
| 7   | 05  | Diệp Lâm Anh & Zhivko               | Rumba                    | Je T'aime                          | 35,5      | 4       | 8         | 12        |
| 8   | 01  | Dumbo & Kristina                    | Chachacha - Samba - Jive | A Little Party Never Killed Nobody | 35,5      | 5       | 3         | 8         |

### Tuần 3
Ngày phát sóng: 24 tháng 1 năm 2015
Điểm số các thí sinh nhận được từ hội đồng giám khảo được xếp theo thứ tự ngẫu nhiên
Xếp theo thứ tự trình diễn
| STT | SBD | Cặp đôi                             | Phong cách                 | Âm nhạc                                                 | Giám khảo | Quy đổi | Bình chọn | Tổng điểm |
| --- | --- | ----------------------------------- | -------------------------- | ------------------------------------------------------- | --------- | ------- | --------- | --------- |
| 1   | 04  | Hương Giang Idol & Georgi Ganev     | Pasodoble - Tango          | Cơn Mộng Du - Shot Me Down (Nhạc phim Hương Ga)         | 37        | 6       | 2         | 8         |
| 2   | 08  | Vương Khang & Anna Nikolaeva Sidova | Waltz                      | Chắc Ai Đó Sẽ Về (Nhạc phim Chàng Trai Nam Ấy)          | 38        | 7       | 5         | 12        |
| 3   | 05  | Diệp Lâm Anh & Zhivko               | Jive - Chachacha - Hiphop  | Church - Low (Nhạc phim Step up 2)                      | 35,5      | 3       | 1         | 4         |
| 4   | 03  | Ninh Dương Lan Ngọc & Daniel        | Slow Waltz - Múa đương đại | Nhạc phim Cánh đồng bất tận                             | 37        | 6       | 3         | 9         |
| 5   | 02  | Chi Pu & Georgi                     | Rumba - Múa đượng đại      | Make You Feel My Love (Nhạc phim Glee)                  | 34,5      | 1       | 8         | 9         |
| 6   | 01  | Dumbo & Kristina                    | Jive - Rumba               | My Heart Will Go On (Nhạc phim Titanic)                 | 35,5      | 3       | 6         | 9         |
| 7   | 06  | Sử Duy Vương & Antoanetta           | Pasodoble - Waltz          | Every Want To Rule The Worla (Nhạc phim Dracula Untold) | 36        | 4       | 4         | 8         |
| 8   | 07  | Angela Phương Trinh & Kristian      | Rumba - Múa đương đại      | Xanh Bạc Mái Đầu (Nhạc phim Áo lụa Hà Đông)             | 39        | 8       | 7         | 15        |

### Tuần 4
Ngày phát sóng: 31 tháng 1 năm 2015
Điểm số các thí sinh nhận được từ hội đồng ban giám khảo được xếp theo thứ tự ngẫu nhiên
Xếp theo thứ tự trình diễn
| STT | SBD | Cặp đôi                                                                | Phong cách                  | Âm nhạc                                                 | Giám khảo | Quy đổi | Bình chọn | Tổng điểm |
| --- | --- | ---------------------------------------------------------------------- | --------------------------- | ------------------------------------------------------- | --------- | ------- | --------- | --------- |
| 1   | 01  | Dumbo & Kristina                                                       | Quickstep - Waltz           | Nhạc phim hoạt hình Peter Pan                           | 35,5      | 3       | 4         | 7         |
| 2   | 02  | Chi Pu & Georgi                                                        | Viene Waltz - Nhảy hiện đại | The Billy Song                                          | 35,5      | 3       | 5         | 8         |
| 3   | 05  | Diệp Lâm Anh & Zhivko                                                  | Waltz - Múa đương đại       | Once Upon A Decmber                                     | 36        | 5       | 2         | 7         |
| 4   | 08  | Vương Khang & Anna Nikolaeva Sidova                                    | Samba                       | The Real Rio - I Will Survive - I Want Party - La La La | 36        | 5       | 1         | 6         |
| 5   | 06  | Sử Duy Vương & Antoanetta                                              | Cha cha cha - Jive          | Timber                                                  | 34,5      | 1       | 3         | 4         |
| 6   | 07  | Angela Phương Trinh & Kristian                                         | Rumba - Múa đương đại       | Colors Of The Wind                                      | 37,5      | 6       | 8         | 14        |
| 7   | 04  | Hương Giang Idol & Georgi Ganev                                        | Quickstep                   | Problem                                                 | 38        | 7       | 6         | 13        |
| 8   | 03  | Ninh Dương Lan Ngọc & Daniel Rumba - Tango - Pasodoble - Múa đương đại | Maleficent                  | 39                                                      | 8         | 7       | 15        |           |

### Tuần 5
Ngày phát sóng: 07 tháng 2 năm 2015
Điểm số các thí sinh nhận được từ hội đồng giám khảo được xếp theo thứ tự ngẫu nhiên
Xếp theo thứ tự trình diễn
| STT | SBD | Cặp đôi                             | Phong cách                  | Âm nhạc                       | Giám khảo | Quy đổi | Bình chọn     | Tổng điểm     |               |
| --- | --- | ----------------------------------- | --------------------------- | ----------------------------- | --------- | ------- | ------------- | ------------- | ------------- |
| 1   | 03  | Ninh Dương Lan Ngọc & Daniel        | Argentina Tango - Chachacha | Sway - Fever                  | 38        | 7       | Không công bố | Không công bố | Không công bố |
| 2   | 01  | Dumbo & Kristina                    | Tango - Jive                | Shake It Off                  | 37        | 4       | Không công bố | Không công bố | Không công bố |
| 3   | 04  | Hương Giang Idol & Georgi Ganev     | Waltz - Tango               | Nhạc phim Dae Jang Geum       | 37        | 4       | Không công bố | Không công bố | Không công bố |
| 4   | 07  | Angela Phương Trinh & Kristian      | Jive - Tango                | Đường Cong - Beethoven Virus  | 38        | 7       | Không công bố | Không công bố | Không công bố |
| 5   | 08  | Vương Khang & Anna Nikolaeva Sidova | Tango - Chachacha           | Bad Boy - Em Của Ngày Hôm Qua | 36,5      | 1       | Không công bố | Không công bố | Không công bố |
| 6   | 02  | Chi Pu & Georgi                     | Waltz - Pasodoble           | Miền Xa Thẳm                  | 37        | 4       | 7             | 11            |               |
| 7   | 05  | Diệp Lâm Anh & Zhivko               | Pasodoble - Tango           | El Tango The Roxanne          | 37,5      | 5       | Không công bố | Không công bố | Không công bố |

### Tuần 6
Ngày phát sóng: 14 tháng 2 năm 2015
Điểm số các thí sinh nhận được từ hội đồng giám khảo được xếp theo thứ tự ngẫu nhiên
Xếp theo thứ tự trình diễn
| STT | SBD | Cặp đôi                             | Phong cách                      | Âm nhạc                                               | Giám khảo | Quy đổi | Bình chọn | Tổng điểm |
| --- | --- | ----------------------------------- | ------------------------------- | ----------------------------------------------------- | --------- | ------- | --------- | --------- |
| 1   | 05  | Diệp Lâm Anh & Zhivko               | Quickstep - Swing               | Two World - Son Of Man (Nhạc kịch Tarzan)             | 37,5      | 5       | 1         | 6         |
| 2   | 08  | Vương Khang & Anna Nikolaeva Sidova | Qucikstep - Jazz Funk           | Happy New Year - Hot Honey Rag (Nhạc kịch Chicago)    | 37        | 3       | 4         | 7         |
| 3   | 02  | Chi Pu & Georgi                     | Rumba - Chachacha               | Listen - One Night Only (Nhạc kịch Dream Girls)       | 36,5      | 2       | 6         | 8         |
| 4   | 01  | Dumbo & Kristina                    | Quickstep - Swing               | Come Together - Hey Pachuco                           | 36,5      | 2       | 3         | 5         |
| 5   | 07  | Angela Phương Trinh & Kristian      | Pasodoble - Viene Waltz         | Nhạc kịch Sweeney Todd                                | 37,5      | 5       | 5         | 10        |
| 6   | 04  | Hương Giang Idol & Georgi Ganev     | Slow Foxtrot - Quickstep - Jive | You Haven't Seen The Last Of Me (Nhạc kịch Burlesque) | 38,5      | 7       | 2         | 9         |
| 7   | 03  | Ninh Dương Lan Ngọc & Daniel        | Tango                           | Cell Block Tango (Nhạc kịch Tango)                    | 38,5      | 7       | 7         | 14        |

### Tuần 7
Ngày phát sóng: 28 tháng 2 năm 2015
Điểm số các thí sinh nhận được từ hội đồng giám khảo được xếp theo thứ tự ngẫu nhiên
Xếp theo thứ tự trình diễn
| STT | SBD | Cặp đôi                             | Phong cách                        | Âm nhạc                                            | Giám khảo | Quy đổi | Bình chọn | Tổng điểm |
| --- | --- | ----------------------------------- | --------------------------------- | -------------------------------------------------- | --------- | ------- | --------- | --------- |
| 1   | 07  | Angela Phương Trinh & Kristian      | Slow Waltz - Múa Đương Đại        | Con Cò                                             | 37,5      | 2       | 3         | 5         |
| 2   | 05  | Diệp Lâm Anh & Zhivko               | Samba - Quickstep                 | Mi Mi Mi                                           | 38,5      | 4       | 1         | 5         |
| 3   | 04  | Hương Giang Idol & Georgi Ganev     | Rumba - Pasodoble                 | Love Me Like You Do - Mừng Tuổi Mẹ                 | 37        | 1       | 2         | 3         |
| 4   | 08  | Vương Khang & Anna Nikolaeva Sidova | Foxtrot - Múa Đương Đại           | Dạ Cổ Hoài Lang - Đêm Gành Hào Nghe Điệu Hoài Lang | 40        | 6       | 4         | 10        |
| 5   | 03  | Ninh Dương Lan Ngọc & Daniel        | Rumba - Pasodoble - Múa Đương Đại | Nhạc phim The Goat Horn                            | 38        | 3       | 3         | 6         |
| 6   | 02  | Chi Pu & Georgi                     | Tango - Múa Đương Đại             | Làng tôi                                           | 39        | 5       | 5         | 10        |

### Tuần 8
Ngày phát sóng: 7 tháng 3 năm 2015
Điểm số các thí sinh nhận được từ hội đồng giám khảo được xếp theo thứ tự ngẫu nhiên
Xếp theo thứ tự trình diễn
| STT | SBD | Cặp đôi                             | Phong cách                        | Âm nhạc                                    | Giám khảo | Quy đổi | Bình chọn | Tổng điểm |
| --- | --- | ----------------------------------- | --------------------------------- | ------------------------------------------ | --------- | ------- | --------- | --------- |
| 1   | 08  | Vương Khang & Anna Nikolaeva Sidova | Chachacha - Africa Dance          | Ngày Mai - Jet Blue Jet                    | 36,5      | 3       | 2         | 5         |
| 2   | 02  | Chi Pu & Georgi                     | Quickstep - Múa Đương Đại - Jiva  | Lay Me Down - Candyman                     | 36        | 1       | 5         | 6         |
| 3   | 04  | Hương Giang Idol & Georgi Ganev     | Pasodoble - Tango - Slow Waltz    | Toxic - Ramalama (Bang Bang)               | 38,5      | 5       | 3         | 8         |
| 4   | 07  | Angela Phương Trinh & Kristian      | Rumba - Múa Đương Đại             | Xin Đừng Bỏ Con Mẹ Ơi                      | 39        | 6       | 4         | 10        |
| 5   | 03  | Ninh Dương Lan Ngọc & Daniel        | Rumba - Nhảy Hiện đại             | Con Đường Chúng Ta Đi - Đừng Xa Em Đêm Nay | 36,5      | 3       | 6         | 9         |
| 6   | 05  | Diệp Lâm Anh & Zhivko               | Pasodoble - Tango - Múa Đương Đại | Rolling In The Deep                        | 38,5      | 5       | 1         | 6         |

### Tuần 9
Ngày phát sóng: 14 tháng 3 năm 2015
Điểm số các thí sinh nhận được từ hội đồng giám khảo được xếp theo thứ tự ngẫu nhiên
Xếp theo thứ tự trình diễn
| STT | SBD | Cặp đôi                         | Phong cách                    | Âm nhạc                                         | Giám khảo | Quy đổi | Bình chọn | Tổng điểm |
| --- | --- | ------------------------------- | ----------------------------- | ----------------------------------------------- | --------- | ------- | --------- | --------- |
| 1   | 07  | Angela Phương Trinh & Kristian  | Waltz - Rumba - Múa Đương Đại | Vecharai Rado                                   | 38,5      | 3       | 4         | 7         |
| 2   | 04  | Hương Giang Idol & Georgi Ganev | Slow Foxtrot - Múa Đương Đại  | A New Day Has Come - Nocture                    | 37        | 1       | 1         | 2         |
| 3   | 05  | Diệp Lâm Anh & Zhivko           | Múa - Slow Foxtrot            | Nhạc phim Hồi Ức Của Một Geisha                 | 37,5      | 2       | 2         | 4         |
| 4   | 02  | Chi Pu & Georgi                 | Pasodoble - Múa Dân Gian      | Xúy Vân Giả Dại (Vở chèo Kim Nham)              | 39        | 4       | 3         | 7         |
| 5   | 03  | Ninh Dương Lan Ngọc & Daniel    | Slow Foxtrot - Múa Đương Đại  | Bao Giờ Cho Đến Tháng Mười (Nhạc phim cùng tên) | 40        | 5       | 5         | 10        |

### Tuần 10
Ngày phát sóng: 28 tháng 3 năm 2015
Điểm số các thí sinh nhận được từ hội đồng giám khảo được xếp theo thứ tự ngẫu nhiên
Xếp theo thứ tự trình diễn
| STT | SBD | Cặp đôi                         | Phong cách                                | Âm nhạc                            | Giám khảo | Quy đổi | Bình chọn | Tổng điểm |
| --- | --- | ------------------------------- | ----------------------------------------- | ---------------------------------- | --------- | ------- | --------- | --------- |
| 1   | 02  | Chi Pu & Georgi                 | Pasodoble - Rumba - Tango - Múa Đương Đại | Xuân Về Trên Bản Mông - Tiếng Vọng | 38,5      | 2       | 4         | 6         |
| 2   | 07  | Angela Phương Trinh & Kristian  | Rumba - Pasodoble                         | Trích đoạn cải lương Kim Vân Kiều  | 39        | 3       | 5         | 8         |
| 3   | 04  | Hương Giang Idol & Georgi Ganev | Pasodoble - Tango - Múa Đương Đại         | Nhạc phim Xác Ướp Ai Cập           | 38        | 1       | 2         | 3         |
| 4   | 03  | Ninh Dương Lan Ngọc & Daniel    | Rumba - Pasodoble - Múa Tuồng             | Hồ Nguyệt Cô Hóa Cáo               | 39,5      | 5       | 3         | 8         |
| 5   | 05  | Diệp Lâm Anh & Zhivko           | Ballet - Slow Foxtrot - Hiphop            | Nhạc phim Thiên Nga Đen            | 39,5      | 5       | 1         | 6         |

### Tuần 12
Ngày phát sóng: 11 tháng 4 năm 2015
Điểm số các thí sinh nhận được từ hội đồng giám khảo được xếp theo thứ tự ngẫu nhiên
Xếp theo thứ tự trình diễn
| STT | SBD | Cặp đôi                        | Phong cách | Âm nhạc | Giám khảo |
| --- | --- | ------------------------------ | ---------- | ------- | --------- |
| 1   | 05  | Diệp Lâm Anh & Zhivko          |            |         | 38        |
| 2   | 07  | Angela Phương Trinh & Kristian |            |         | 40        |
| 3   | 03  | Ninh Dương Lan Ngọc & Daniel   |            |         | 40        |
| 4   | 02  | Chi Pu & Georgi                |            |         | 38,5      |
| 5   | 07  | Angela Phương Trinh & Kristian |            |         | 40        |
| 6   | 05  | Diệp Lâm Anh & Zhivko          |            |         | 39,5      |
| 7   | 03  | Ninh Dương Lan Ngọc & Daniel   |            |         | 40        |
| 8   | 02  | Chi Pu & Georgi                |            |         | 40        |

Công bố kết quả top 4
| SBD | Cặp đôi                        | Giám khảo | Quy đổi | Bình chọn | Tổng điểm | Danh hiệu |
| --- | ------------------------------ | --------- | ------- | --------- | --------- | --------- |
| 03  | Ninh Dương Lan Ngọc & Daniel   | 80        | 4       | 4         | 8         | Cúp vàng  |
| 07  | Angela Phương Trinh & Kristian | 80        | 4       | 3         | 7         | Cúp bạc   |
| 02  | Chi Pu & Georgi                | 78,5      | 2       | 2         | 4         | Cúp đồng  |
| 05  | Diệp Lâm Anh & Zhivko          | 77,5      | 1       | 1         | 2         | Giải tư   |

## Thứ hạng
| Liveshow 1                          | Liveshow 2                          | Liveshow 3                          | Liveshow 4                          | Liveshow 5                          | Liveshow 6                          | Liveshow 7                          | Liveshow 8                          | Liveshow 9                      | Bán kết                         | Chung kết               |  |
| ----------------------------------- | ----------------------------------- | ----------------------------------- | ----------------------------------- | ----------------------------------- | ----------------------------------- | ----------------------------------- | ----------------------------------- | ------------------------------- | ------------------------------- | ----------------------- |  |
| Dumbo & Kristina                    | Lan Ngọc & Daniel                   | Phương Trinh & Kristian             | Lan Ngọc & Daniel                   | Chi Pu & Georgi                     | Lan Ngọc & Daniel                   | Vương Khang & Anna Nikolaeva Sidova | Phương Trinh & Kristian             | Lan Ngọc & Daniel               | Phương Trinh & Kristian         | Lan Ngọc & Daniel       |  |
| Chi Pu & Georgi                     | Chi Pu & Georgi                     | Vương Khang & Anna Nikolaeva Sidova | Phương Trinh & Kristian             | Phương Trinh & Kristian             | Phương Trinh & Kristian             | Chi Pu & Georgi                     | Lan Ngọc & Daniel                   | Phương Trinh & Kristian         | Lan Ngọc & Daniel               | Phương Trinh & Kristian |  |
| Diệp Lâm Anh & Zhivko               | Diệp Lâm Anh & Zhivko               | Lan Ngọc & Daniel                   | Hương Giang Idol & Georgi Ganev     | Lan Ngọc & Daniel                   | Hương Giang Idol & Georgi Ganev     | Lan Ngọc & Daniel                   | Hương Giang Idol & Georgi Ganev     | Chi Pu & Georgi                 | Diệp Lâm Anh & Zhivko           | Chi Pu & Geogri         |  |
| Phương Trinh & Kristian             | Phương Trinh & Kristian             | Dumbo & Kristina                    | Chi Pu & Georgi                     | Hương Giang Idol & Georgi Ganev     | Chi Pu & Georgi                     | Diệp Lâm Anh & Zhivko               | Chi Pu & Georgi                     | Diệp Lâm Anh & Zhivko           | Chi Pu & Georgi                 | Diệp Lâm Anh & Zhivko   |  |
| Vương Khang & Anna Nikolaeva Sidova | Dumbo & Kristina                    | Chi Pu & Georgi                     | Diệp Lâm Anh & Zhivko               | Diệp Lâm Anh & Zhivko               | Vương Khang & Anna Nikolaeva Sidova | Phương Trinh & Kristian             | Diệp Lâm Anh & Zhivko               | Hương Giang Idol & Georgi Ganev | Hương Giang Idol & Georgi Ganev |                         |  |
| Duy Vương & Antoanetta              | Duy Vương & Antoanetta              | Hương Giang Idol & Georgi Ganev     | Dumbo & Kristina                    | Dumbo & Kristina                    | Diệp Lâm Anh & Zhivko               | Hương Giang Idol & Georgi Ganev     | Vương Khang & Anna Nikolaeva Sidova |                                 |                                 |                         |  |
| Lan Ngọc & Daniel                   | Vương Khang & Anna Nikolaeva Sidova | Duy Vương & Antoanetta              | Vương Khang & Anna Nikolaeva Sidova | Vương Khang & Anna Nikolaeva Sidova | Dumbo & Kristina                    |                                     |                                     |                                 |                                 |                         |  |
| Hương Giang Idol & Georgi Ganev     | Hương Giang Idol & Georgi Ganev     | Diệp Lâm Anh & Zhivko               | Duy Vương & Antoanetta              |                                     |                                     |                                     |                                     |                                 |                                 |                         |  |

Chữ in đậm: cặp đôi có điểm bình chọn từ khán giả cao nhất đêm.
Chữ in nghiêng đậm: cặp đôi có điểm bình chọn từ khán giả thấp nhất đêm.
Chữ gạch dưới: cặp đôi có điểm bình chọn từ khán giả cao nhất tuần.
     Cặp đôi bị loại
     Cặp đôi có điểm cao nhất từ Hội đồng giám khảo
     Cặp đôi có điểm thấp nhất từ Hội đồng ban giám khảo
     Cặp đôi có điểm thấp nhất từ Hội đồng ban giám khảo và bị loại.
     Cặp đôi chiến thắng.
     Cặp đôi về nhì chung cuộc.
     Cặp đôi về 3 chung cuộc.
     Cặp đôi về 4 chung cuộc.
Ghi chú
- Tuần 1,2,3,5,7 là đêm không loại, chỉ tính điểm quy đổi
- Tuần 5 là đêm không loại, Thanh Bạch chỉ công bố cặp đôi có tổng điểm quy đổi cao nhất là Chi Pu & Georgi, không công bố điểm của các cặp còn lại nên thứ hạng 6 cặp còn lại được xếp theo điểm các cặp đôi nhận từ Hội đồng giám khảo. Phương Trinh & Kristian, Lan Ngọc & Daniel là 2 cặp đôi nhận được điểm cao nhất từ Hội đồng ban giám khảo. Vương Khang & Anna Nikolaeva Sidova là cặp đôi nhận được điểm thấp nhất từ Hội đồng giám khảo.

## Lịch diễn
| Tuần | Ngày phát sóng | Chủ đề                  | Khách mời       | Tác phẩm                       |
| ---- | -------------- | ----------------------- | --------------- | ------------------------------ |
| 1    | 3/1/2015       | Freestyle               |                 |                                |
| 2    | 10/1/2015      | Latin                   | Bảo Thy         | Single Lady                    |
| 3    | 24/1/2015      | Nhạc phim               | Giang Hồng Ngọc | Hãy Nói Với Em                 |
| 4    | 31/1/2015      | Hoạt hình               | Cường Seven     | Put Your Hands Up              |
| 5    | 7/2/2015       | Nhảy kết hợp            | Cao Thái Sơn    | Điều Ngọt Ngào Nhất - Remix    |
| 6    | 14/2/2015      | Đêm nhạc kịch           | Hồ Vĩnh Khoa    | All About That Bass            |
| 7    | 7/3/2015       | Người phụ nữ Việt Nam   |                 |                                |
| 8    | 14/3/2015      | Kết hợp với vũ công nhí | Phương Vy       | On And On                      |
| 9    | 21/3/2015      | Văn học nước ngoài      | Ngô Kiến Huy    | Đêm Tuyệt Vời                  |
| 10   | 28/3/2015      | Nhân vật nổi tiếng      | Bảo Anh         | Nhớ Nhung                      |
| 12   | 11/4/2015      | Dancesport và Tình yêu  | Noo Phước Thịnh | LK Quên - Biệt ly - Quay về đi |
| 12   | 11/4/2015      | Dancesport và Tình yêu  | Nathan Lee      | Em đi đi (MDD)                 |